# Saint-Baussant
Saint-Baussant è un comune francese di 71 abitanti situato nel dipartimento della Meurthe e Mosella nella regione del Grand Est.

## Società

### Evoluzione demografica
Abitanti censiti